# João Dado
João Eduardo Dado Leite de Carvalho (São José do Rio Preto, 16 de dezembro de 1954) é um engenheiro civil, sindicalista e político brasileiro. 

## Biografia

### Formação acadêmica
Formou-se no curso de Engenharia Civil no Escola Politécnica da Universidade de São Paulo (POLI), instituto da Universidade de São Paulo (USP) no ano de 1977. Também possui graduação em Ciências Contábeis pela Faculdade de Ciências Contábeis da Universidade Ibirapuera (UNIB).

### Vida sindical
Em sua trajetória sindical, presidiu o Sindicato e a Associação dos Agentes Fiscais de Rendas de São Paulo (Sinafresp e Afresp) e também a Federação Brasileira de Associações de Fiscais de Tributos Estaduais (Febrafite).

## Vida política
Foi deputado federal por São Paulo de 2001, assumindo o primeiro mandato pela vaga de suplência. Em 2002, foi eleito novamente como suplente quando esteve nas fileiras do Partido do Movimento Democrático Brasileiro (PMDB). Nas eleições de 2006 e 2010, já no Partido Democrático Trabalhista (PDT), venceu o pleito para Deputado federal com votação própria.
No ano 2014, filiado ao Solidariedade, não foi reeleito para o cargo de deputado federal, após receber 70.486 votos. No ano seguinte, assumiu o cargo de Secretário na Secretaria do Emprego e Relações do Trabalho durante o governo de Geraldo Alckmin (PSDB).
No ano de 2016, concorreu à prefeitura de Votuporanga, na qual foi eleito com 31.104 votos. Em 2019, deixou o Solidariedade e migrou para o Partido Social Democrático (PSD).
Em setembro de 2020, anunciou que não concorreria a reeleição para o cargo de prefeito, visando a disputa pelo cargo de Deputado federal em 2022, nas eleições estaduais. Em março de 2022, anunciou sua filiação ao Partido Liberal (PL). Confirmou sua candidatura para o cargo de Deputado federal em 2022. Obteve 14.106 votos, não conseguindo ser eleito.

## Desempenho eleitoral
| Ano  | Cargo                          | Partido       | Votos  | Resultado  | Ref.   |
| ---- | ------------------------------ | ------------- | ------ | ---------- | ------ |
| 1998 | Deputado federal por São Paulo | PMDB          | 53.460 | Suplente   | [ 17 ] |
| 2002 | Deputado federal por São Paulo | PMDB          | 72.223 | Suplente   | [ 18 ] |
| 2006 | Deputado federal por São Paulo | PDT           | 61.716 | Eleito     | [ 19 ] |
| 2010 | Deputado federal por São Paulo | PDT           | 70.486 | Eleito     | [ 20 ] |
| 2014 | Deputado federal por São Paulo | Solidariedade | 70.370 | Não Eleito | [ 21 ] |
| 2016 | Prefeito de Votuporanga        | Solidariedade | 31.104 | Eleito     | [ 22 ] |
| 2022 | Deputado federal por São Paulo | PL            | 14.106 | Não eleito | [ 23 ] |